# 세바스티앵 푸크라
세바스티앵 에드몽 푸크라(프랑스어: Sébastien Edmond Foucras, 1972년 1월 4일~)는 프랑스의 은퇴한 프리스타일 스키 선수로 주 종목은 에어리얼이다. 올림픽에 2회 참가했고 1998년 동계 올림픽에서 남자 에어리얼 부문 동메달을 획득했으며 세계 선수권 대회에서 동메달 1개를 획득했다.